# 邈黎
邈黎，中国古代史书记载的域外古国。
宋朝史料記錄，北宋收复洮州之后，于阗、大食、拂林、邈黎诸国都表示震驚，都遣使入贡宋朝。元祐四年（1089年）六月，邈黎国的使者般次冷移、四抹粟迷等帶著于阗国黑汗王和本国王表章来朝。有司以為邈黎国以前未尝入贡，请朝廷按照于阗条式。朝廷聽从，令熙河路限邈黎二年一进贡。游师雄說：“如此不是招攬远人的辦法。”一說邈黎即阿萨辛派的木剌夷國。

## 延伸阅读
[在维基数据编辑]
 《欽定古今圖書集成·方輿彙編·邊裔典·邈黎部》，出自陈梦雷《古今圖書集成》
 《宋史/卷489》，出自脱脱《宋史》